# ألفريد بيستون
ألفريد فيليكس لندن بيستون  (بالإنجليزية: Alfred Felix Landon Beeston)‏ كان مستشرقا إنجليزيا متخصص في اللغة العربية ومايتعلق بالممالك العربية الجنوبية القديمة ولد في حي بارنز جنوب غرب لندن في 13 فبراير 1911 وكان دائم الزيارة للمتحف البريطاني وحاول قراءة بعض النقوش السبئية خلال مراهقته  تلقى تعليمه في مدرسة وستمنستر والذي كان باحثا ملكيا لتفوقه. أفتتن ألفريد بالكتابات السبئية من سن الرابعة عشرة وعزم على مواصلة دراسته في المجالات الإستشراقية في عام 1929، التحق كنيسة المسيح، أكسفورد وخلال تحضيره للدكتوراة في الفلسفة بإشراف من المستشرق ديڤيد صمويل مارگـُليوث، قبل بوظيفة في مكتبة بودلت وأنهى بحش في عام 1937.
التحق بالفيلق الإستخباراتي للجيش البريطاني في فلسطين من نوفمبر 1940 حتى 1946 وعين بروفيسورا للغة العربية في جامعة أكسفورد عام 1957. إلا أنه أُشتهر في الأوساط الأكاديمية بدراساته حول الممالك العربية الجنوبية القديمة. توفي في 29 سبتمبر 1995.

## كتبه
- The Religions of Pre-Islamic Yemen
- Sabaean Inscriptions, Oxford, VIII+152 pp. 1937.
- A Descriptive Grammar of Epigraphic South Arabian, London : Luzac, VII+80 pp. 1962.
- Sabaic Dictionary (English-French-Arabic) Publication of the University of Sanaa, YAR, Louvain-la-Neuve (Editions Peeters) in collaboration with M.A. Ghul, W.W. Müller et J. Ryckmans. 1982.
- مختارات من النقوش اليمانية القديمة. تونس. المنظمة العربية للتربية والثقافة والعلوم بالتعاون مع محمد عبد القادر بافقيه وكريستيان روبن ومحمد الغول
- Written Arabic, an Approach to the Basic Structures, Cambridge University Press, 1968.
- The Arabic Language Today, Coll. Modern Languages, London : Hutchinson, 1970.
- The Epistle on Singing-Girls of Jahiú, Warminster : Aris and Phillips, 1980.
- Catalogue of the Persian, Turkish, Hindustani and Pushtu Manuscripts in the Bodleian Library. Part III. Additional Persian Manuscripts, Oxford University Press, 1955.

1. ↑  Alfred Felix Landon Beeston. The British Yemeni Society [وصلة مكسورة] نسخة محفوظة 21 أبريل 2016 على موقع واي باك مشين.